# Kristina Romanova
Kristina Romanova (russisch Кристина Романова; * 11. Juni 1994 in Wolgograd) ist ein russisches Model und eine Aktivistin.

## Leben
Romanova debütierte 2010 als Model am Laufsteg u. a. für Marken wie Ralph Lauren, Marc Jacobs, Jil Sander, D&G, Alexander McQueen, Jean-Paul Gaultier und Yohji Yamamoto. Sie steht auch bei Elite Model und Women Management unter Vertrag. Bekanntheit erlangte sie durch ihre Mitwirkung am Musikvideo „Wake Me Up“ des schwedischen DJ Avicii, das bisher über zwei Milliarden Mal auf YouTube gesehen wurde. (Stand: 2021) 
Romanova gründete die Stiftung „Humans of Fashion“, die sich für Gesundheit und gegen Missbrauch in der Modebranche einsetzt. Seit 2014 ist sie in einer Beziehung mit dem Immobilienentwickler Vladislav Doronin (* 1962), mit dem sie zwei gemeinsame Kinder (* 2016 und * 2019) hat.